# Кандиевка (село)
Кандиевка — село в Башмаковском районе Пензенской области России. Административный центр Кандиевского сельсовета.

## География
Расположен в 7 км к юго-западу от посёлка Башмаково, на реке Пизяевка. 

## Население
| 1795 | 1864  | 1877  | 1897  | 1911  | 1926  | 1930  |
| ---- | ----- | ----- | ----- | ----- | ----- | ----- |
| 1824 | ↗1965 | ↘1552 | ↘1445 | ↗1703 | ↘1173 | ↗1703 |
| 1959 | 1979  | 1989  | 1996  | 2002  | 2010  |       |
| ↘742 | ↘500  | ↘478  | ↗509  | ↘451  | ↗473  |       |

## История
Основано в середине XVIII века на землях М. А. Гагарина, крестьянами переселенными из Керенского уезда. В 1795 г. деревня значится за С. А. Волковым. Тогда же часть крестьян деревни была переселена в новую деревню Князь-Матвеевка. В 1861 г. деревня становится одним из центров крестьянского восстания. Советская власть установлена в 1918 г. В 1970 г. создан совхоз «Кандиевский».

## Уроженцы
- С. Г. Байков — Герой Советского Союза.